# Kõrveküla
Kõrveküla est un petit bourg de la commune rurale de Tartu du comté de Tartu en Estonie .
Au 31 décembre 2011, il compte 733 habitants.